# جایزه آنالیز عددی لسلی فاکس
جایزه آنالیز عددی لسلی فاکس (به انگلیسی: Leslie Fox Prize for Numerical Analysis) یک جایزه دوسالانه است که از طرف مؤسسه ریاضیات و کاربردهای آن (IMA) اعطا می‌گردد این جایزه در سال ۱۹۸۵ توسط IMA به افتخار ریاضیدان لسلی فاکس (۱۹۱۸–۱۹۹۲) تأسیس شد.
این جایزه از «آنالیز عددی پژوهان جوان در سراسر جهان» (هر کس کمتر از ۳۱ سال سن) و متقاضیانی که مقاله‌ای برای داوری ارسال می‌کنند تقدیر می‌کند. کمیته داوری مقالات لیستی از مقالات برگزیده تهیه کرده و از نویسندگان دعوت به سخنرانی در جلسه جایزه لسلی فاکس می‌کند. سپس جایزه اول و جایزه دوم بر اساس «درخشش ریاضی و الگوریتمی متوالی با مهارت‌های بیانی» انتخاب می‌شود.

## فهرست برندگان جایزه اول
منبع: مؤسسه ریاضیات
- ۱۹۸۵ - لوید تریفیثن (برنده جایزه افتتاحیه)
- ۱۹۸۶ - جی دبلیو دیمیل و ان آی گلاد
- ۱۹۸۸ - نیکولاس جی کربی
- ۱۹۸۹ - سه جایزه اول: مارتین بوهمان (" درونیابی کاردینال چندمتغیره با توابع پایه شعاعی"), بارت دیمور ("تجزیه مقدار منفرد محدود شده: خواص و کاربرد"), اندریو استوا ("ناپایداری خطی جواب‌های متناوب نادرست بدست می‌دهد.")
- ۱۹۹۱ - کریستوفر باد
- ۱۹۹۳ - یوئینگ لی
- ۱۹۹۵ - آدریان هیل
- ۱۹۹۷ - ویم Sweldens «The Lifting Scheme :ساخت موجک‌های نسل دوم» (۱۹۹۷)
- ۱۹۹۹ - نیلز پیرس و ریحا توتونچو
- ۲۰۰۱ - آنا-کارین تورنبرگ
- ۲۰۰۳ - جارد تنر
- ۲۰۰۵ - رولاند آفر و پل توپر
- ۲۰۰۷ - یوئیچیرو موری، یوآنا دومیتریو
- ۲۰۰۹ - برایان سوتن
- ۲۰۱۱ - یوجی ناکاتسوکاسا
- ۲۰۱۳ - مایکل نیلان
- ۲۰۱۵ - ایان اسمیر و الکس تاونسند